# Château de Josselin
Pour les articles homonymes, voir château des Rohan et Josselin.
Le château de Josselin est situé sur la commune française de Josselin dans le département du Morbihan en région Bretagne.
Réalisé entre 1490 et 1505 en reprenant bon nombre d'éléments issus du style Louis XII, il fait l’objet d’un classement au titre des monuments historiques depuis le 21 août 1928.
Il est une des pointes du triangle rohannais (trois grandes forteresses La Chèze, Josselin et Pontivy) qui a pour centre le village de Rohan, le fief nominal de la maison de Rohan dont le château est délaissé au profit des trois autres.
Le château est depuis sa construction la résidence des ducs de Rohan.

## Localisation
Le château occupe un plateau, sur les rives de l'Oust canalisé. Il se trouve sur la commune de Josselin, dans le département français du Morbihan.

## Historique

### Le château au Moyen Âge

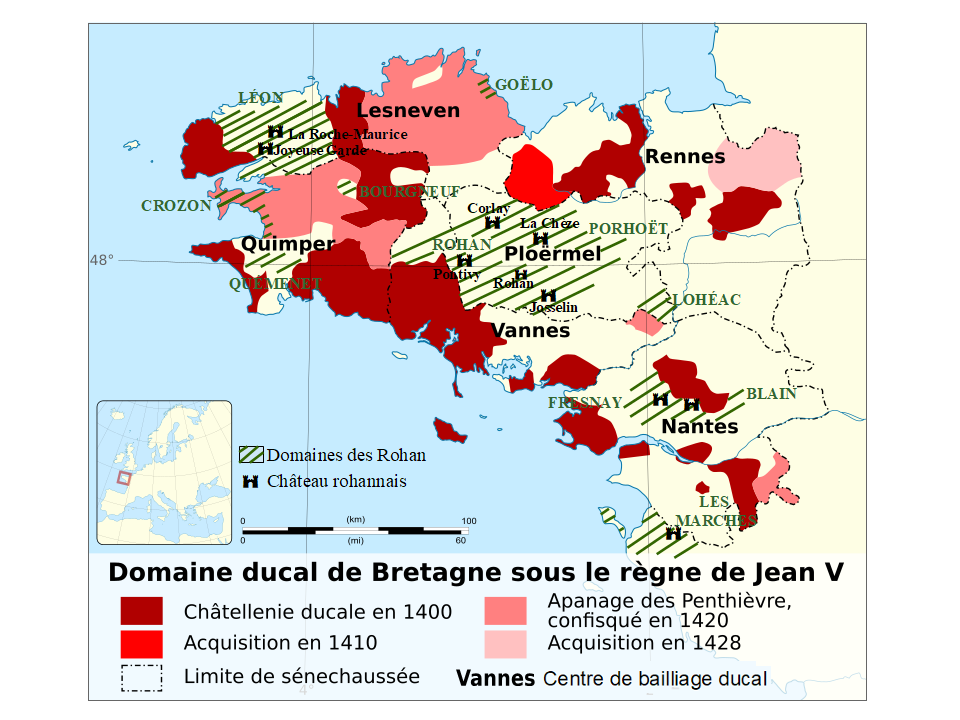
Domaines des Rohan au XVe siècle.

Guéthénoc, vicomte de Porhoët, aurait quitté la motte féodale de Château-Tro en Guilliers pour construire en ce lieu un premier château en bois vers l'an 1008. Il exploite ainsi un site de haute valeur militaire et commerciale comprenant un surplomb rocheux qui domine en à-pic la rivière Oust et correspondant à l'intersection de deux voies romaines : Sipia - Castel-Noec et Vannes - Merdrignac. Son fils Goscelinus donne son nom à la nouvelle forteresse, Castellum Goscelini, d'où Château-Josselin puis Josselin, le bourg castral qui se développe au pied du château et offre une relative sécurité.
Le territoire est alors presque désert, mais connu par la chapelle Notre-Dame du Roncier où est vénérée une statue de la Vierge, découverte au IXe siècle et qui donne lieu à un pèlerinage, ce qui contribue à l'essor économique du village. Ce pèlerinage est d'ailleurs un des plus importants du Morbihan, après celui de Sainte-Anne-d'Auray. La pauvreté documentaire de cette période ne permet pas de bien saisir le rythme et les étapes de cet encellulement lié à la construction de ce château et au pardon de Notre-Dame du Roncier, mais il correspond à une entreprise des Rohan de défrichement, de concentration et de domination des hommes. La place est fortifiée dès 1025.
En 1154, Eudon de Porhoët, beau-père, régent et tuteur du jeune duc de Bretagne, Conan IV, rassemble des seigneurs bretons pour priver son beau-fils de ses droits. Il est défait par Henri II Plantagenêt, roi d'Angleterre et nouveau duc d'Anjou, auprès duquel s'est réfugié Conan IV. Vers 1170, Henri II vient en personne diriger la démolition du château et fait répandre du sel afin de maintenir les murs en ruine.
La forteresse est relevée dès 1173 par le vicomte de Porhoët Eudon, allié du roi de France. Puis la châtellenie passe aux mains de plusieurs grandes familles étrangères à la Bretagne, dont les Lusignan, les comtes d'Alençon et du Perche. En 1370, ces derniers acceptent de céder Josselin, « château ville et châtellenie », à Olivier V de Clisson en échange de la baronnie du Thuit, près de Falaise. Cette acquisition coïncide avec le revirement de Clisson du côté français et amorce de manière délibérée sa brouille avec le souverain breton. À partir du château existant, Clisson fait édifier la forteresse la mieux armée de Bretagne : une enceinte féodale de 4 500 m2, avec un châtelet-résidence et des remparts de 25 m jalonnés de neuf tours et un énorme donjon, du XIVe siècle, de 26 m de diamètre et 32 m de hauteur. En 1389, Clisson est banni du royaume de France et est condamné à mort par le duc Jean IV. Il se réfugie dans sa place forte de Josselin mais Jean IV ne tarde pas à faire le siège du château. Parsemée de trêves, la lutte avec le duc de Bretagne continuera jusqu'à sa mort.

### Le château à la Renaissance
Après la mort d'Olivier de Clisson, le château devient alors la propriété d'Alain VIII de Rohan (héritier des vicomtes de Rohan, dont le château est à une vingtaine de kilomètres), qui a épousé Béatrice, fille d'Olivier de Clisson. Son fils Alain IX de Rohan commence à faire construire un logis qu'il adosse aux tours et à la courtine.
En 1488, le duc de Bretagne François II prend le château et le démolit partiellement afin de punir Jean II de Rohan de son soutien au parti français qui lui est opposé. Sa fille Anne de Bretagne le restitue à Jean II, qui, grâce aux revenus de la châtellenie de Dinan et de Léhon et du « billot » (produit d'une taxe sur les boissons pour cinq années) dont il est gratifié par Charles VIII en remerciement de son aide pour conquérir la main de la « petite duchesse », peut transformer le castel et construire dans l'enceinte un logis de plaisance, qui est doté de 1490 à 1510 d'une très belle façade de granit sculpté typique du style Louis XII (1495-1525/1530), formant la transition entre l'art gothique et la Première Renaissance. Malgré la présence d'artistes et d'ouvriers italiens, l'ornementation des façades témoigne des relations qui existent alors entre la production architecturale française et celle du plateresque espagnol. Parallèlement, la reconnaissance de Rohan se manifeste dans de nombreux A surmontés d'une cordelière, emblème de la Duchesse-Reine.
Bannis de Josselin du fait de leur adhésion au protestantisme, les Rohan doivent laisser le gouverneur de Bretagne, le duc de Mercœur, faire de leur château une base pour la Ligue opposée au nouveau roi Henri IV. L'histoire du château reste obscure pendant de longues années. Toutefois, la guerre de Succession de Bretagne lui avait fait jouer son rôle militaire lors de l'épisode du combat des Trente en 1351 : de Josselin étaient partis les trente partisans de Charles de Blois sous la conduite de Jean de Beaumanoir.
Le château passe aux mains des Rohan dont l'essor s'affirme au XVe siècle. En 1455, le vicomte de Rohan réaménage le château pour y installer de l'artillerie. Les travaux semblent montrer par la suite une inflexion des programmes. Le temps des préoccupations d'ordre militaire est passé. Jean II de Rohan entreprend d'importants travaux de restauration visant à améliorer le confort. Il fait reconstruire le manoir d'habitation et sa belle façade sur la cour nord-est.
En 1603, lors de l'érection de la vicomté de Rohan en duché-pairie par le roi Henri IV, Henri II de Rohan, général en chef des protestants, transfère le siège de son pouvoir au château de Pontivy. Lors des guerres de soumission des protestants conduites par Louis XIII, il conduit la révolte protestante contre le pouvoir royal. Pour le punir, le cardinal de Richelieu fait démanteler en mars 1629 le donjon (en deux temps, tant sa masse est imposante) et trois tours, mais épargne le bâtiment Renaissance. Richelieu annonce au duc Henri II, chef des insurgés protestants : « Monseigneur, je viens de jeter une bonne boule dans votre jeu de quilles ! ». En 1694, après la bataille de Camaret, le château sert de prison aux soldats anglais.
Au XVIIIe siècle, les Rohan, vivant à la Cour, ne résident plus au château qui est démeublé et délaissé. Le château redevient prison en 1758, après la bataille de Saint-Cast, et abrite alors près de 1 200 prisonniers de guerre. En 1760, devant le délabrement de la forteresse, Louis III de Rohan Chabot fait raser ce qui reste des deux grandes tours qui encadrent la première porte et le pont-levis.
En 1776, afin de procurer du travail aux enfants pauvres de la région, la duchesse de Rohan permet d'établir une filature de coton dans les salles du rez-de-chaussée.

### Le château à l'époque contemporaine

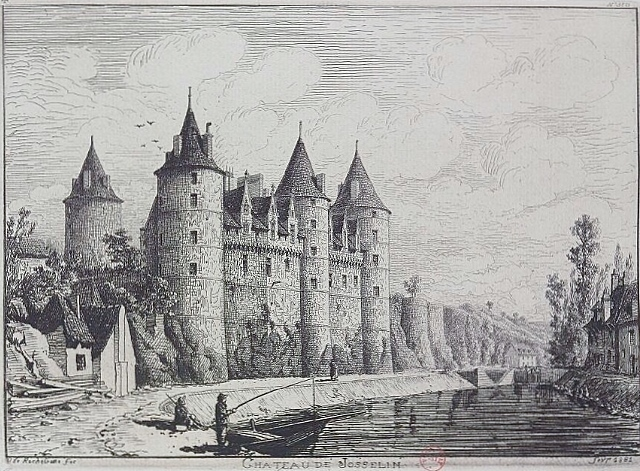
Le château de Josselin en 1881 (eau-forte de Victor de Rochebrune).

Lors de la Révolution, la municipalité réquisitionne le château et s'y installe pour tenir ses séances. Une partie de l'habitation sert de dépôt de grains et, dans la tour isolée, les « ci-devants » sont emprisonnés dans des conditions dénoncées par le général Lazare Hoche dans un rapport à la Convention nationale.
En 1799, le château est rendu à la famille Rohan, dans un état très dégradé. Cette situation d'abandon du château se poursuivra jusque vers 1850. En 1822, la duchesse de Berry, lors de sa tournée aventureuse, convainc le duc de Rohan de le restaurer, et des estampes de cette époque, dont une datée de 1828, montrent un bâtiment fort délabré, à la longue toiture effondrée par endroits.

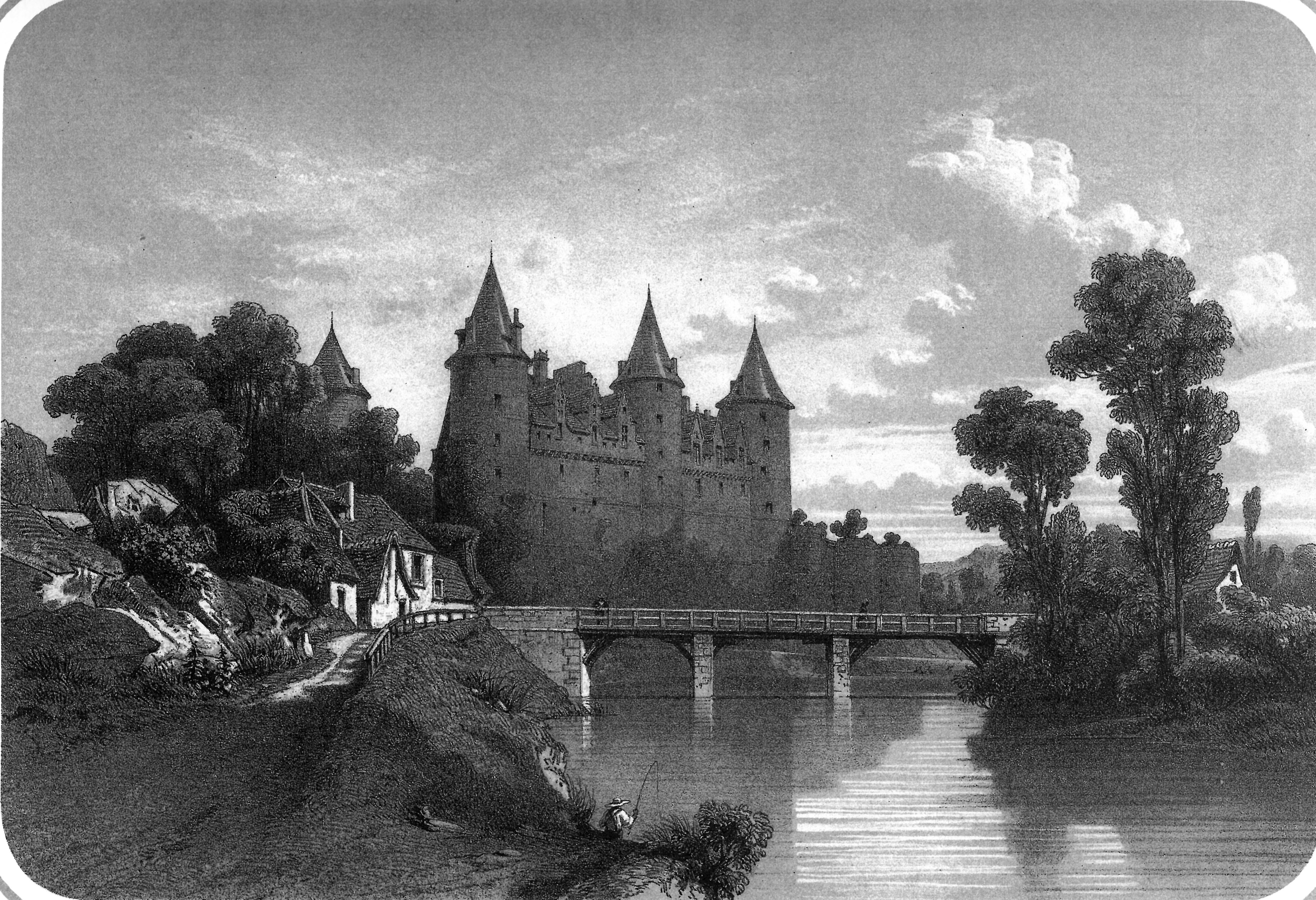
Château de Josselin, dessin de Thomas Drake et lithographie d'Henri Daniaud, 1860.

Vers 1835, Charles de Rohan-Chabot, dixième duc de Rohan, décide d'engager une restauration en bonne et due forme de sa demeure, très largement délabrée et où le toit s'écroule par endroits. Le chantier débute vers 1855, sous la direction de l'architecte Jules de La Morandière, élève de Viollet-le-Duc. L'extérieur est remis en état, l'intérieur décoré dans le style néo-gothique dit « Troubadour » alors en vogue est remeublé et presque totalement réaménagé. Le chantier est poursuivi par le blésois Henri Lafargue de 1880 à 1904 puis par Alain Lafargue en 1917, avant d'être ouvert au public vers 1930.
Il est habité par le quatorzième duc de Rohan, Josselin de Rohan, retiré après une carrière politique régionale et nationale, et sa famille.
Sont visitables les jardins et quatre vastes pièces du rez-de-chaussée du château, la longue salle à manger dessinée par Lafarge, dont le haut des lambris est sculpté à jour des prénoms du duc Alain, de ses parents, de son épouse et de ses enfants, le salon, une antichambre et la bibliothèque contenant 3 000 volumes et des portraits anciens. Depuis 2021, est également ouverte au public la chambre de la duchesse Herminie de Rohan, qui a été restaurée.
Y sont exposés de nombreuses œuvres d'art : tableaux de maîtres dont un portrait de Louis XIV par Hyacinthe Rigaud, celui de l'amiral Du Casse qui lui est attribué, celui de Louis XV enfant par Rosalba Carriera (acquis par le château de Versailles en 2024), nombre d'effigies familiales (le cardinal de Rohan, la duchesse de La Rochefoucauld d'Enville, Josselin de Rohan-Chabot (1876-1916) 12e duc de Rohan et député du Morbihan par Jean-Gabriel Domergue), le buste en marbre du duc Alain par Auguste Rodin, un mobilier du XVIIIe siècle (Davies, Heurtaut, Teuné), la table ayant servi à la signature de l'édit de Nantes, des porcelaines de Sèvres, une grande pendule offerte par Louis XV à Bussy, successeur de Dupleix comme gouverneur de l'Inde française (1755-1758), l'exemplaire en bronze de la célèbre statue d'Henri de Navarre jeune par François-Joseph Bosio qui orna jusqu'en 1830 l'appartement des enfants royaux au palais des Tuileries, une statue équestre monumentale en marbre d'Olivier V de Clisson par Emmanuel Frémiet dont la reproduction en plâtre, offerte par le 12e duc (au musée de Vannes ?) est exposée dans une salle du château de Suscinio.
Les anciennes écuries ont été réaménagées afin d'accueillir le musée de poupées.

## Description

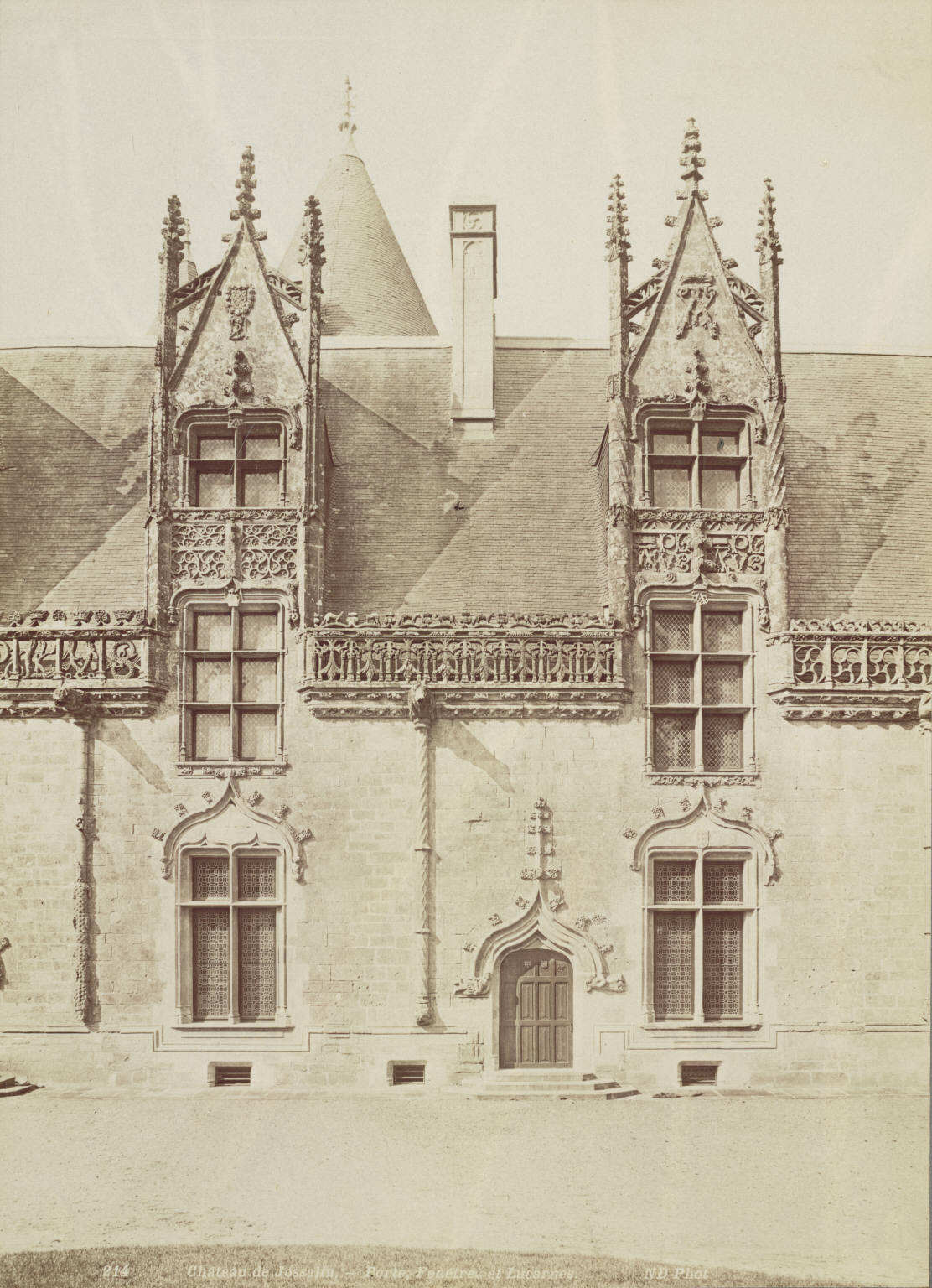
Si les hermines de la galerie font référence aux armoiries de Marie de Bretagne (épouse de de Rohan), l'interprétation des « A » surmontés d'une couronne ducale fait débat : hommages à Anne de Bretagne ? Chiffre personnel du vicomte et citation abrégée du cri de guerre "A plus" des Rohan ?

Chaque étage des tours est souligné par un cordon de pierres de granite tandis que la base, au niveau du rocher, est ornée d'un boudin.

De l'imposante citadelle triangulaire, qui s'étalait sur le plat sur 60 m de profondeur, et, jalonnée par neuf tours cylindriques (dont les murs ont 3,50 mètres d'épaisseur) plus un imposant donjon, bâtie au XIVe siècle, il ne reste que le long corps de logis le long de l'Oust, les trois tours comprises, et au nord-ouest une tour séparée du logis qui servit de prison au XVIIIe siècle (d'où son appellation de « Tour-prison ») et de bureau pour le greffe de la juridiction seigneuriale. Cette aile a été transformée en château de plaisance, et restaurée au XIXe siècle dans le style néo-gothique avec notamment une caractéristique originale, le faîtage des lucarnes presque au niveau du faîtage du comble. Le reste de la forteresse a été démantelé en 1629 pendant la campagne de démolition du cardinal de Richelieu, qui souhaitait éliminer les forteresses non royales, puis s'est délabrée progressivement.
L'enceinte à peu près triangulaire est posée sur un bloc de schiste taillé en glacis. Dans une distribution intérieure fort traditionnelle, le maître d'œuvre a intégré un élément très novateur, l'escalier principal rampe-sur-rampe (vers 1506), le plus ancien connu en France[réf. nécessaire], dont la présence et sa fonction sont clairement explicitées par un jeu d'ouvertures qui annonce les fastes des châteaux de la Loire. L'emploi exclusif du granite, pierre à sculpter qui montre qu'elle n'est pas un obstacle insurmontable, différencie le château de Josselin des autres œuvres où si souvent le tuffeau et la brique donnent une polychromie murale ici absente.
L'aile du côté de la rivière présente une austère façade typique de l'architecture militaire : trois tours rondes très élevées en poivrière sont couvertes en ardoise et reliées entre elles par des courtines couronnées de corbelets et mâchicoulis bretons sommés d'arcatures trilobées. Contre la courtine est adossée la maison d'habitation avec fenêtres carrées, celles de l'étage supérieur intégrées dans des grandes lucarnes à deux étages surmontées de pignons à chou et crochets.
Jean II de Rohan fait réaliser entre 1495 et 1506 la façade côté cour, témoignage exceptionnel du gothique flamboyant et de la Renaissance bretonne. L'édifice se compose d'un vaste corps de logis, tout en façade, construit en granit. La célébrité du château de Josselin est due à cette façade basée sur un fort contraste entre le mur gouttereau, y compris ses ouvertures (portes et fenêtres), simplement souligné d'arcs en accolade, et l'ensemble des lucarnes à pinacles et balustrades. Le lien est fait par une série de descentes d'eau en pierre sculptée.
Au dessus du rez-de-chaussée, d'immenses lucarnes à deux étages sont reliées entre elles par une galerie ajourée sur laquelle la majeure partie de la sculpture est réservée. Cette balustrade qui repose sur une corniche en encorbellement offre ainsi une grande variété de motifs décoratifs : pinacles, remplages au dessin tourmenté, cordelières, A couronnés, macles en forme de losange et devise "A PLUS" (armoiries et devise des Rohan), fleurs de lys, hermines stylisées, arabesques… Les portes et les fenêtres, surmontées par des arcs en accolade surbaissés décorés de choux frisés, sont plus sobrement décorées. Dans la partie médiane, deux portes percées côte à côte indiquent la présence de l'escalier central. Les dix lucarnes comportent dans leur partie inférieure une grande fenêtre rectangulaire, divisée en six carrés égaux. Elles sont chacune dotées d'un trumeau richement sculpté et couronnées par un gâble très aigu dont les tympans sont ornés tantôt d'un A couronné, tantôt d'un écu armorié avec le collier de Saint-Michel.

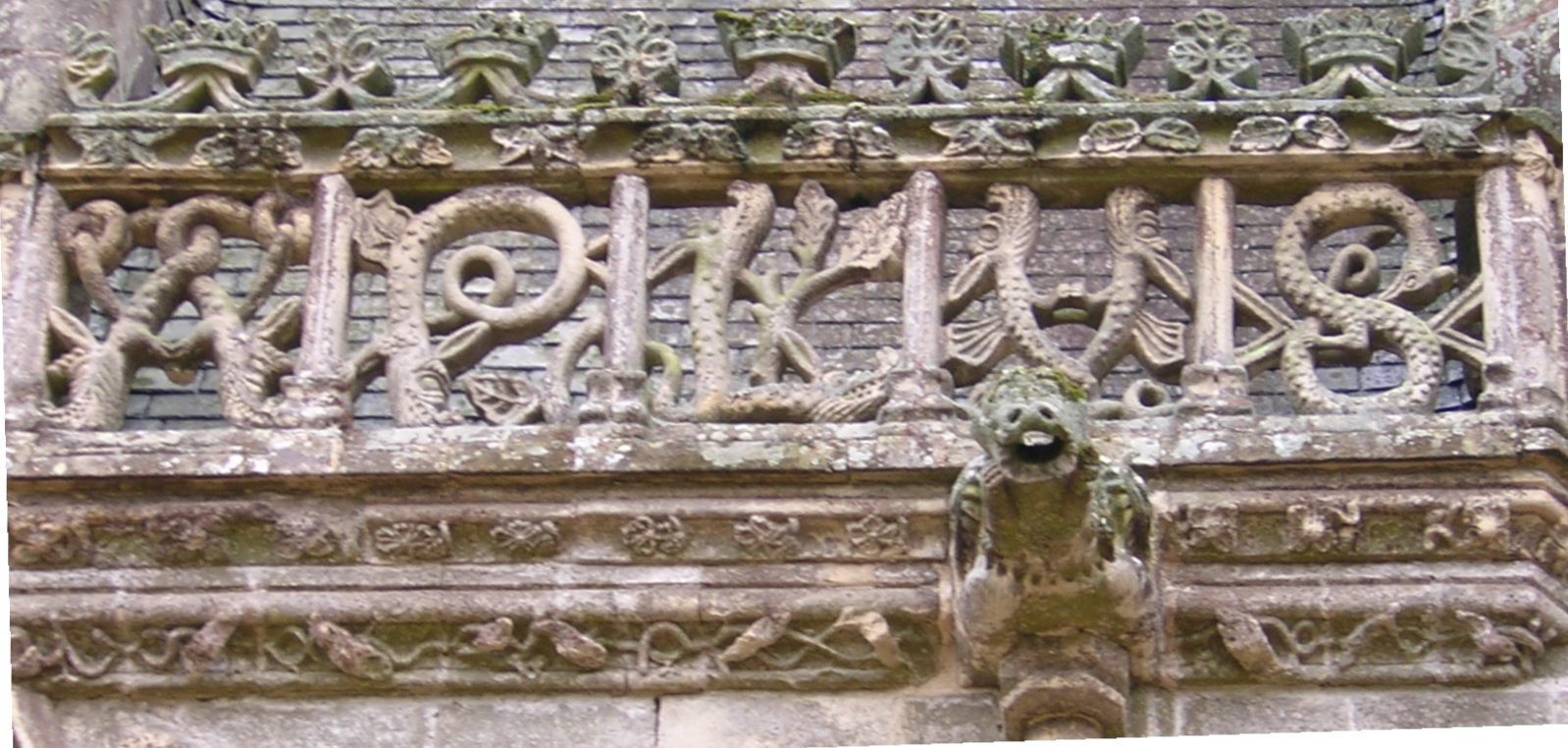
La devise des Rohan "A PLUS[28]" sculptée sur la balustrade.
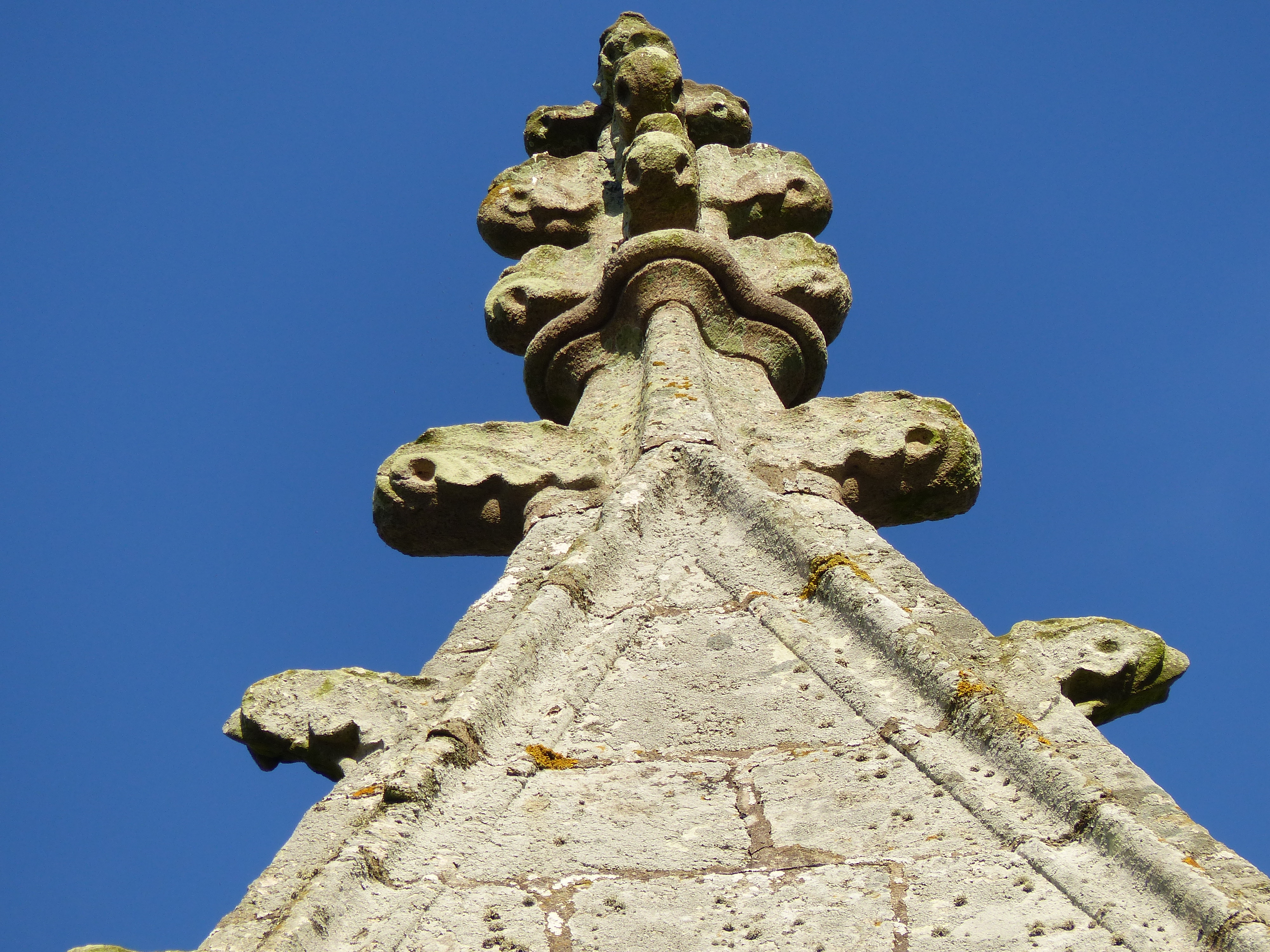
Détail d'un gâble surmonté d'un fleuron à plusieurs rangs de choux frisés superposés et bordé de rampants à crochets très fouillés.
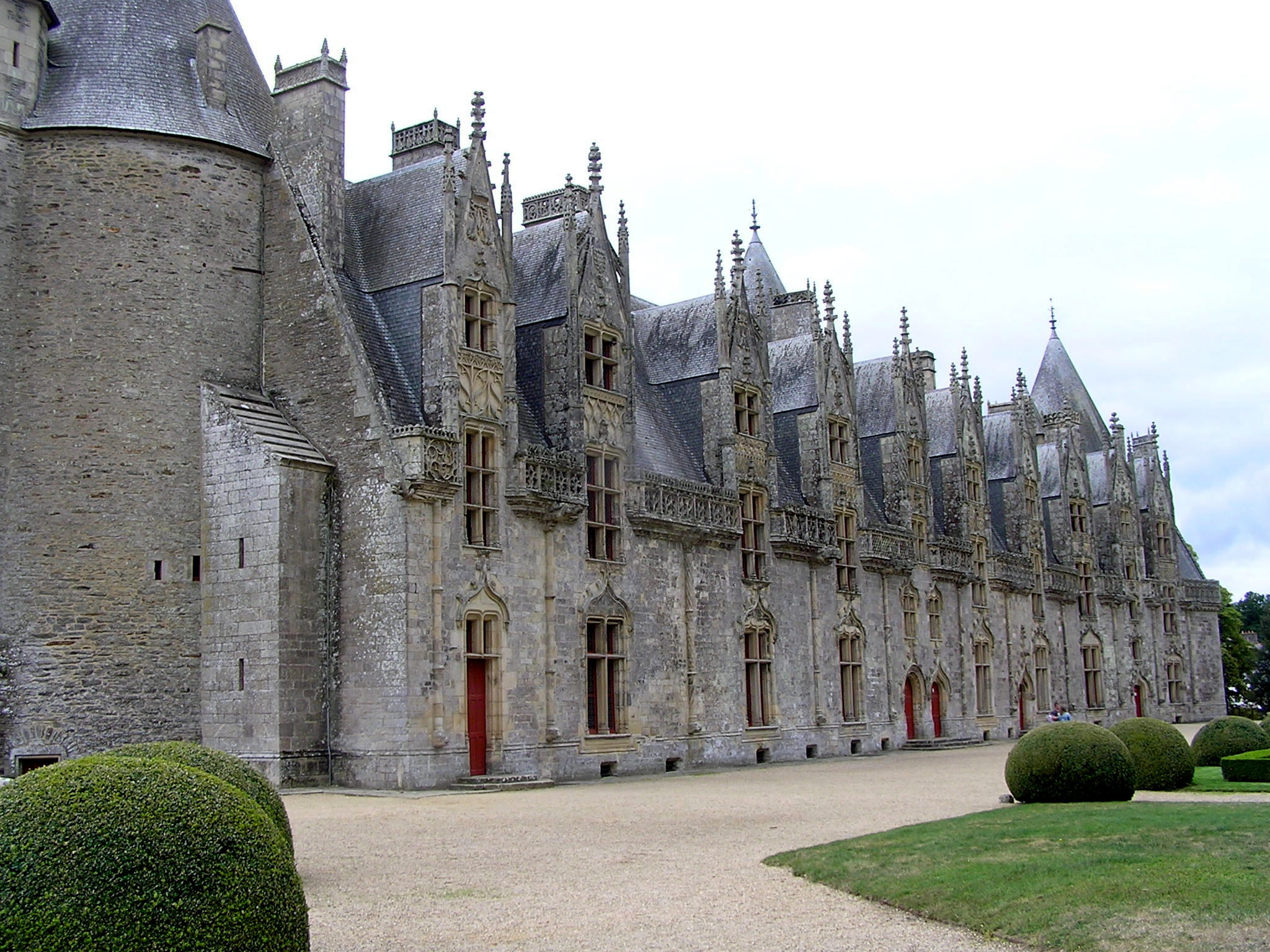
La travée de gauche ouvre par une porte qui n'existait pas avant les restaurations modernes.
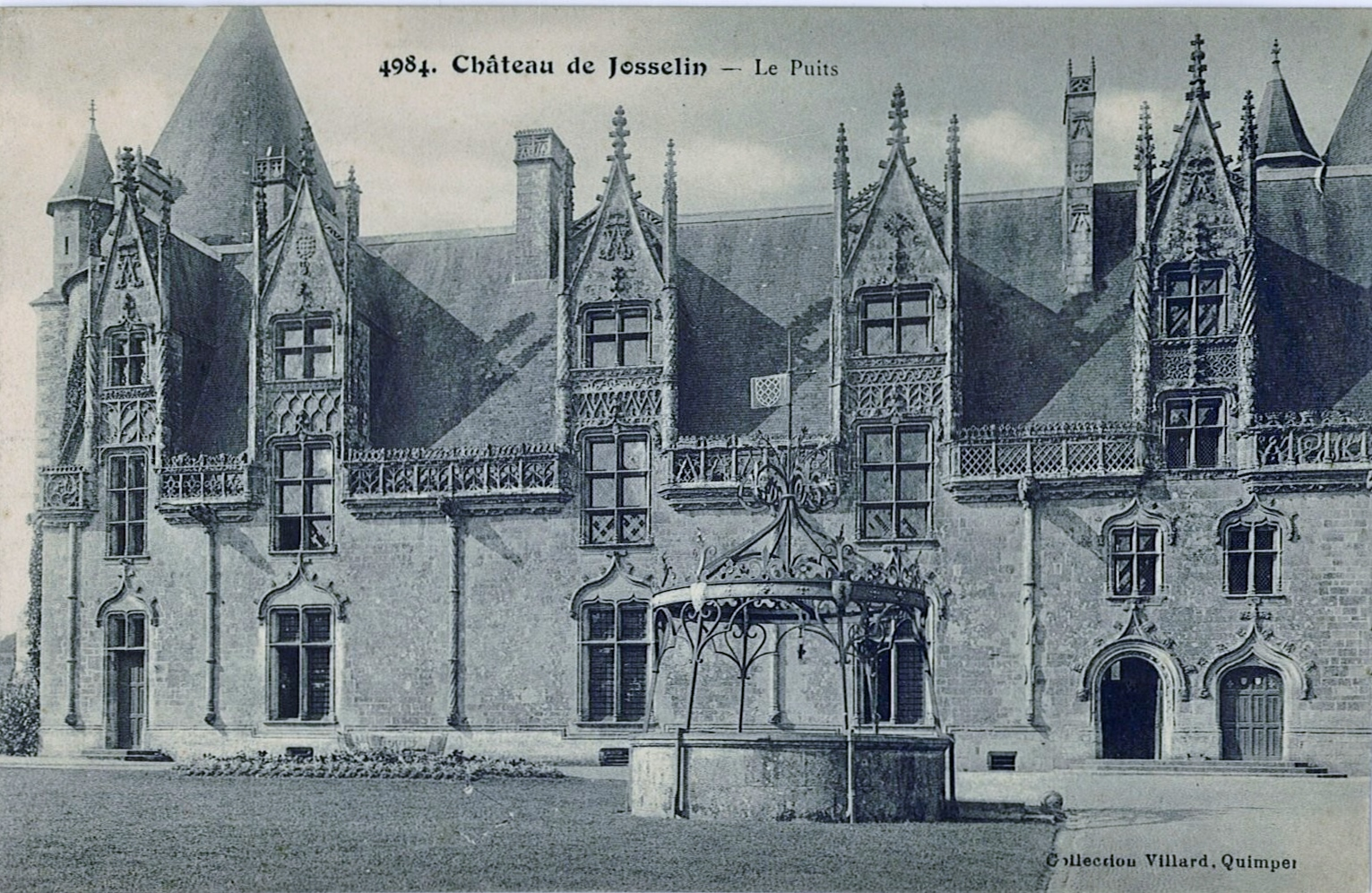
Le puits devant le château de Josselin (carte postale Villard).

## Parcs et jardins
Le jardin à la française créé au début du XXe siècle par le paysagiste Achille Duchêne s’étend devant la façade Renaissance du château. Les buis et des ifs taillés encadrent les pelouses.
Une roseraie a été aménagée en 2001 sous la direction du paysagiste Louis Benech. Elle comporte 160 rosiers appartenant à quarante variétés différentes.
Un parc à l'anglaise lui aussi créé par le paysagiste Achille Duchêne et revu par Louis Benech s'étend au pied des remparts, le long d’un cours d’eau. Ce parc présente des espèces rares d’azalées, de camélias, de nombreux rhododendrons et des arbres centenaires. Il est ouvert au public pour les Journées du Patrimoine et Rendez-vous au jardin.

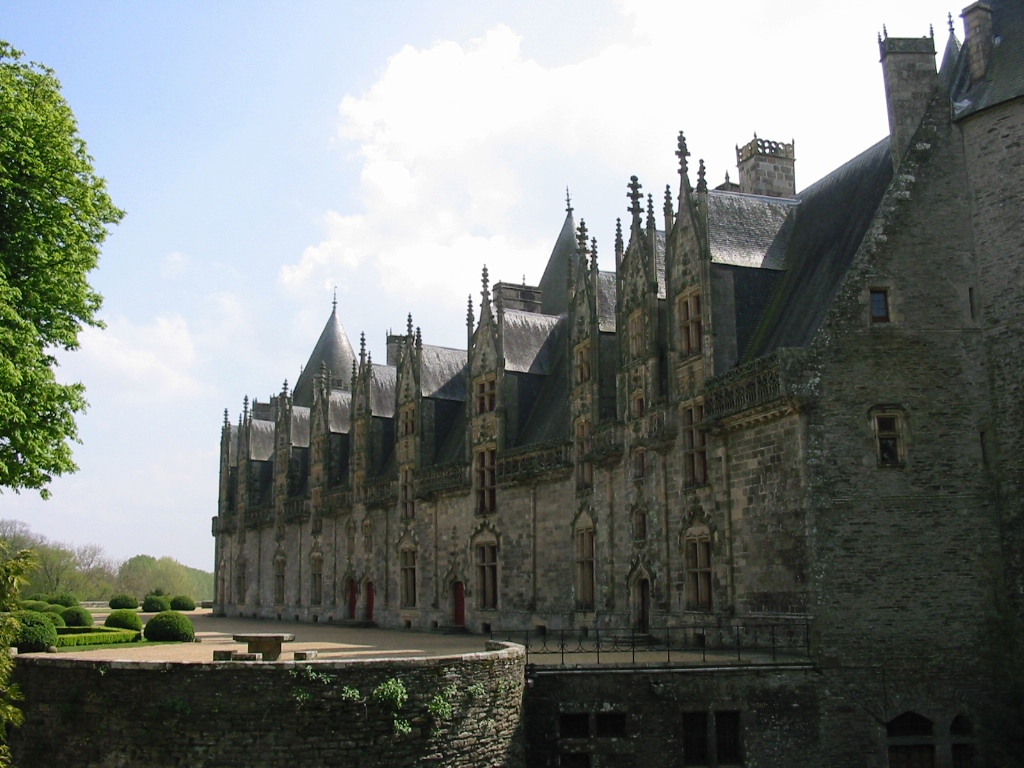
Façade du château.
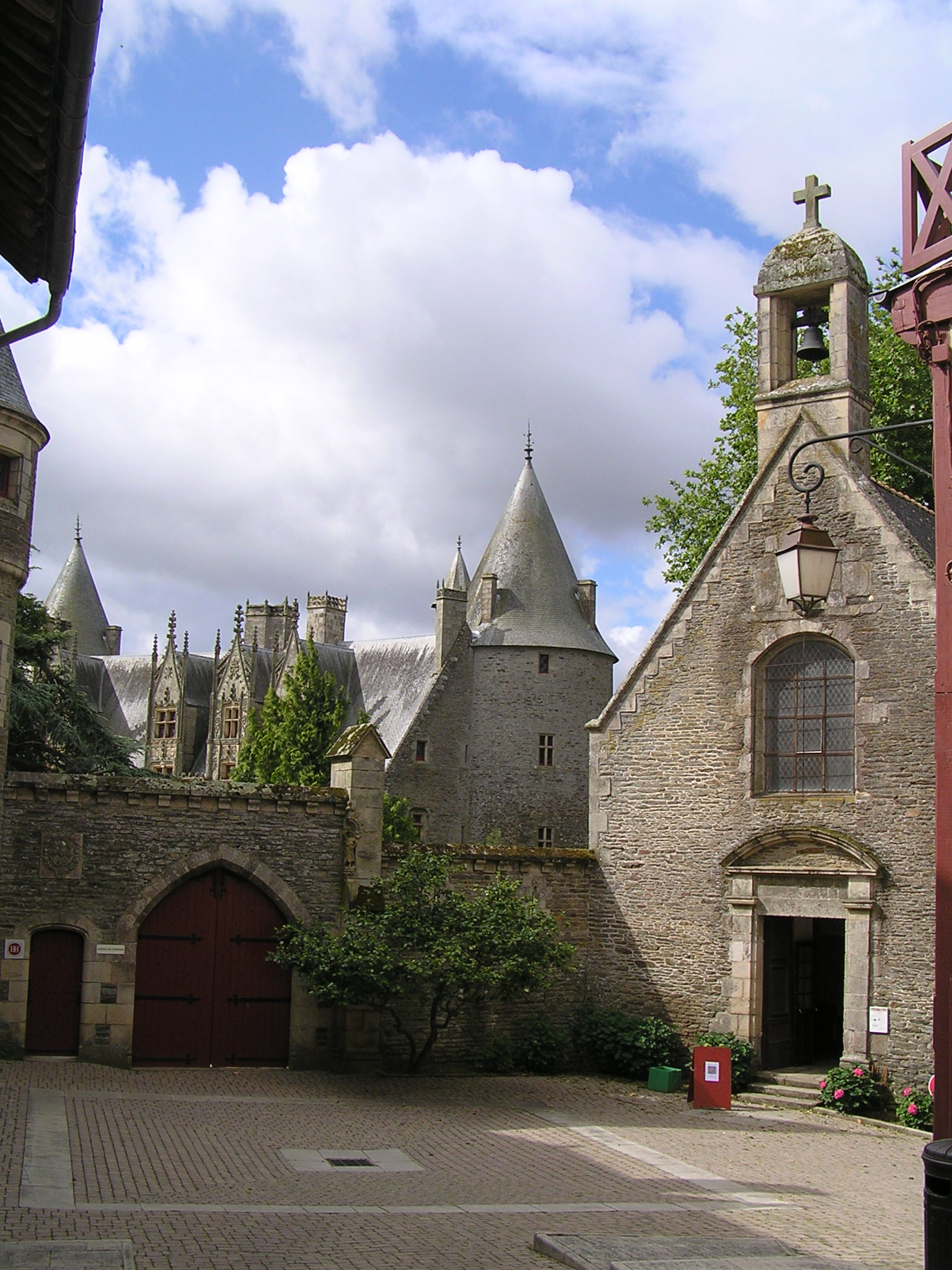
Entrée actuelle du château[29].
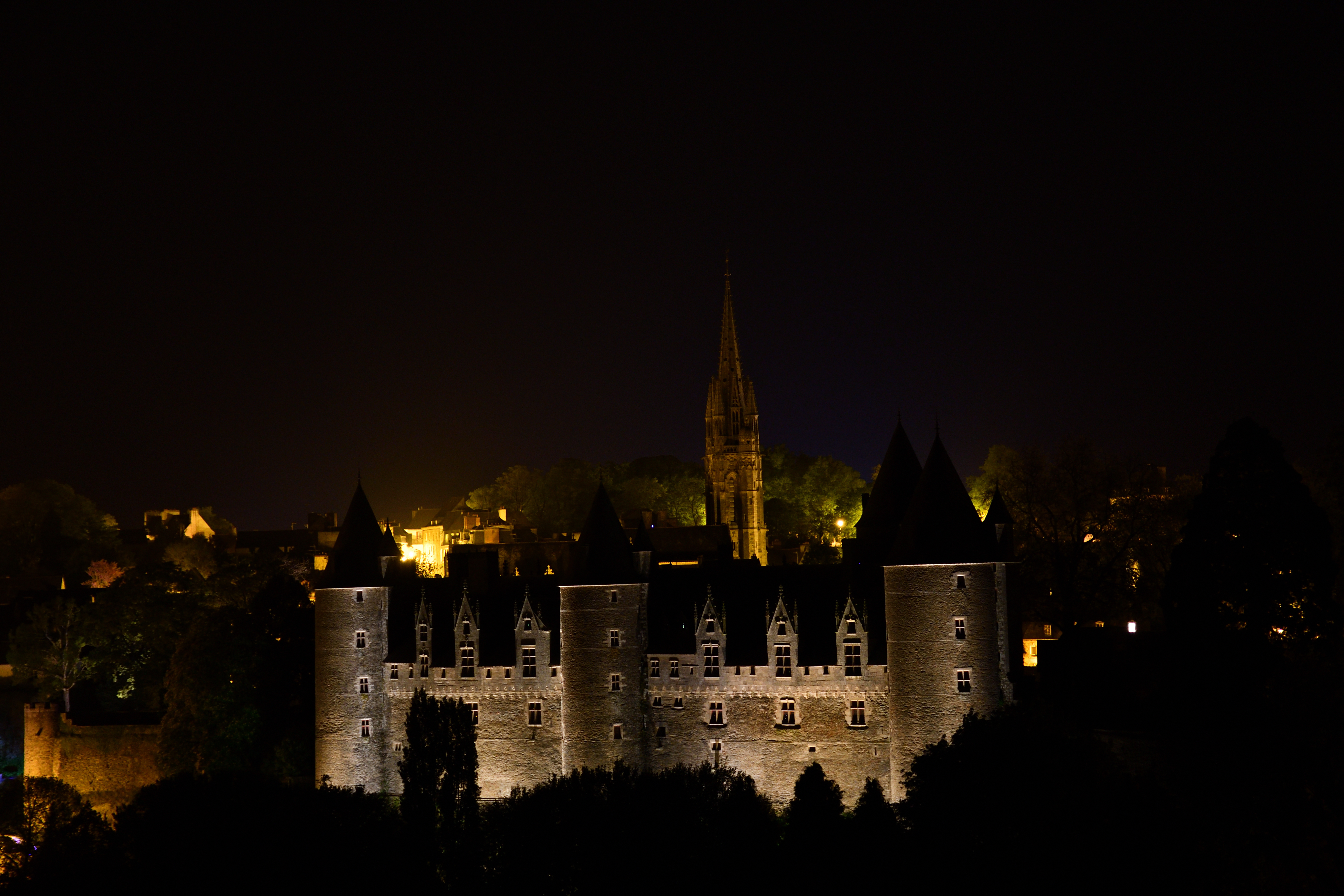
Vue nocturne du château et de la basilique Notre-Dame-du-Roncier en arrière-plan.
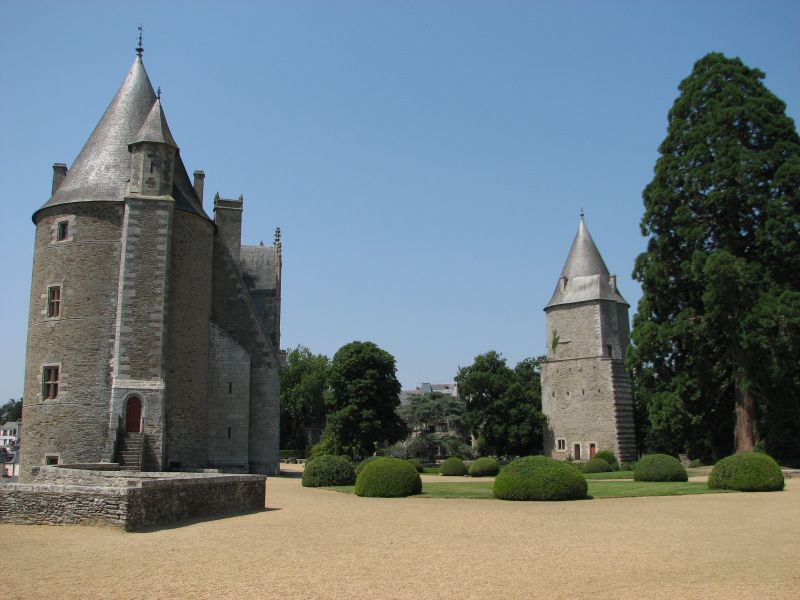
Le parc.
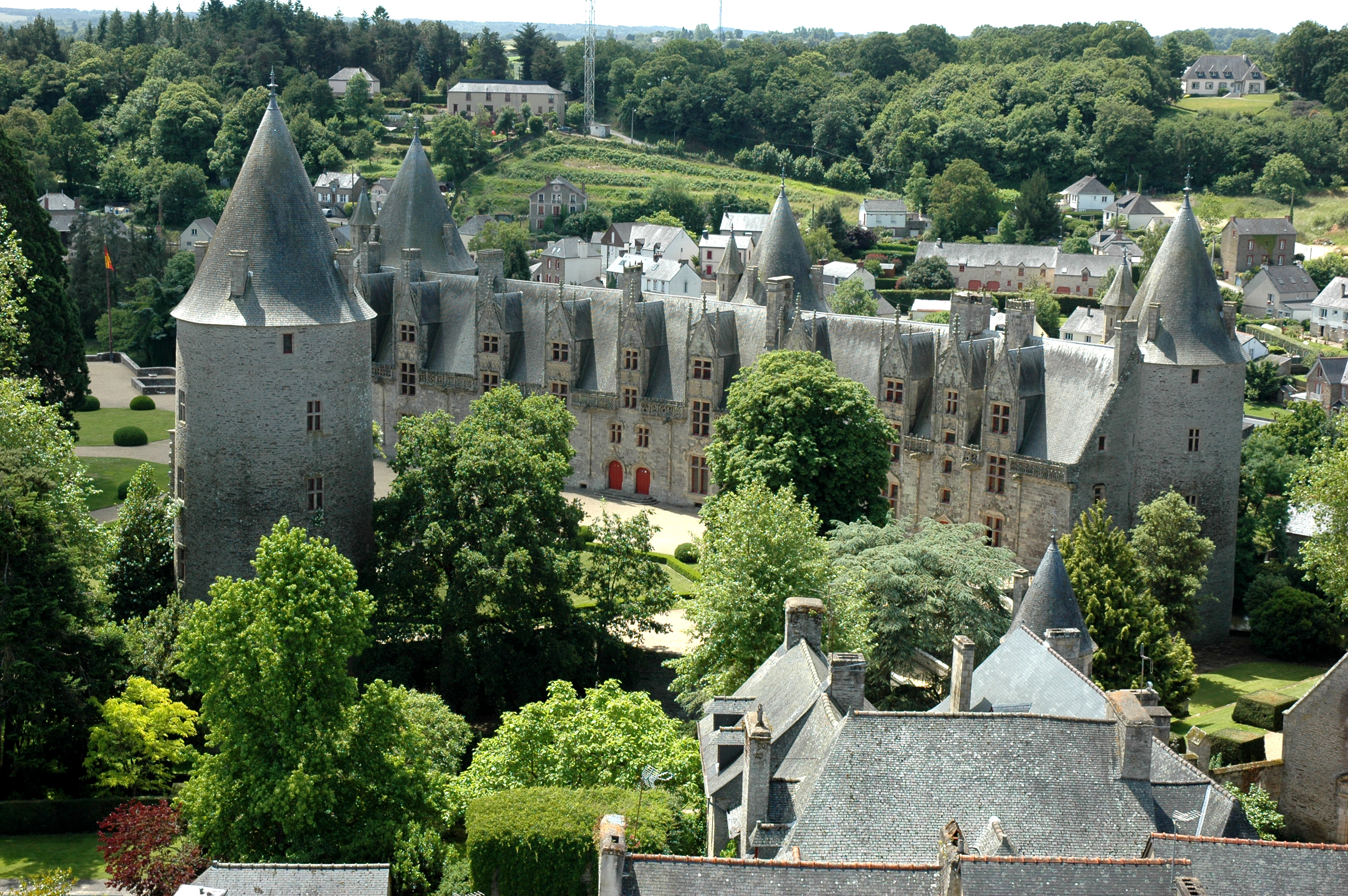
Vue aérienne.